# Isla Xiaoguwei
La isla de Xiaoguwei (en chino, 小谷围岛) es una isla y también un distrito de la ciudad de Xinzao (chino simplificado: 新造镇), en el distrito de Panyu, Guangzhou, provincia de Cantón, República Popular de China.
La isla es accesible a través de la autopista con peaje del puerto de Nansha, que une la isla al Distrito Haizhu al norte y al distrito de Panyu hacia el sur. Un reciente apertura de dos secciones del túnel para cruzar el río ofrece la alternativa de acceso gratuito a la isla. Además, un puente provisional de la isla se conecta a la parte sureste del distrito de Haizhu cerca del Parque Ecológico Yingzhou.